# جورج غيل
جورج غيل (بالإنجليزية: George Gale)‏ هو قاضي ومحامي وسياسي أمريكي، ولد في 30 نوفمبر 1816، وتوفي في 18 أبريل 1868. انتخب عضو مجلس ولاية ويسكونسن.